# AFC-HDアムスライフサイエンス
株式会社AFC-HDアムスライフサイエンス（エーエフシーエイチディーアムスライフサイエンス）は、日本の健康食品・化粧品の受託総合（OEM）メーカー。
本社は静岡県静岡市駿河区にある。

## 沿革
- 1969年6月8日 - 淺井忠彦（1942年4月29日 - 、香川県小豆島生まれ）[2]、 静岡市に「あさやま商事」創業。当初の事業はレジスター販売であった[2]。
- 1975年9月 - 「あさやま商事株式会社」に改組。
- 1980年12月8日 - 健康食品製造部門として「味王食品株式会社」を設立。
- 1982年2月 - 「株式会社エーエフシー」創業。
- 1997年1月 - 「あさやま商事株式会社」が「株式会社あさやま総合企画」に商号変更。
- 2000年9月 - 「味王食品株式会社」が「株式会社あさやま総合企画」を吸収合併。
- 2001年1月 - 社名を「株式会社アムスライフサイエンス」に変更。
- 2005年3月3日 - ジャスダック上場。
- 2007年6月 - 「本草製薬株式会社」（連結子会社）を設立。医薬品事業に進出。
- 2010年3月 - 社名を「株式会社AFC-HDアムスライフサイエンス」に変更。
- 2016年11月 - 淺井忠彦、永世名誉会長となる[2]。
- 2021年5月 - 「株式会社さいか屋」を持分法適用会社から連結子会社へ変更[3][4]。

## 関連会社
- エーエフシー（AFC） - 販売会社
- 日本予防医学研究所（NYK） - 研究開発
- けんこうTV（KTV） - 情報発信。240スタイルも参照。
- 本草製薬 - 製薬会社
- さいか屋 - 百貨店